# 防川村
42°26′15″N 130°35′15″E / 42.4375°N 130.5875°E

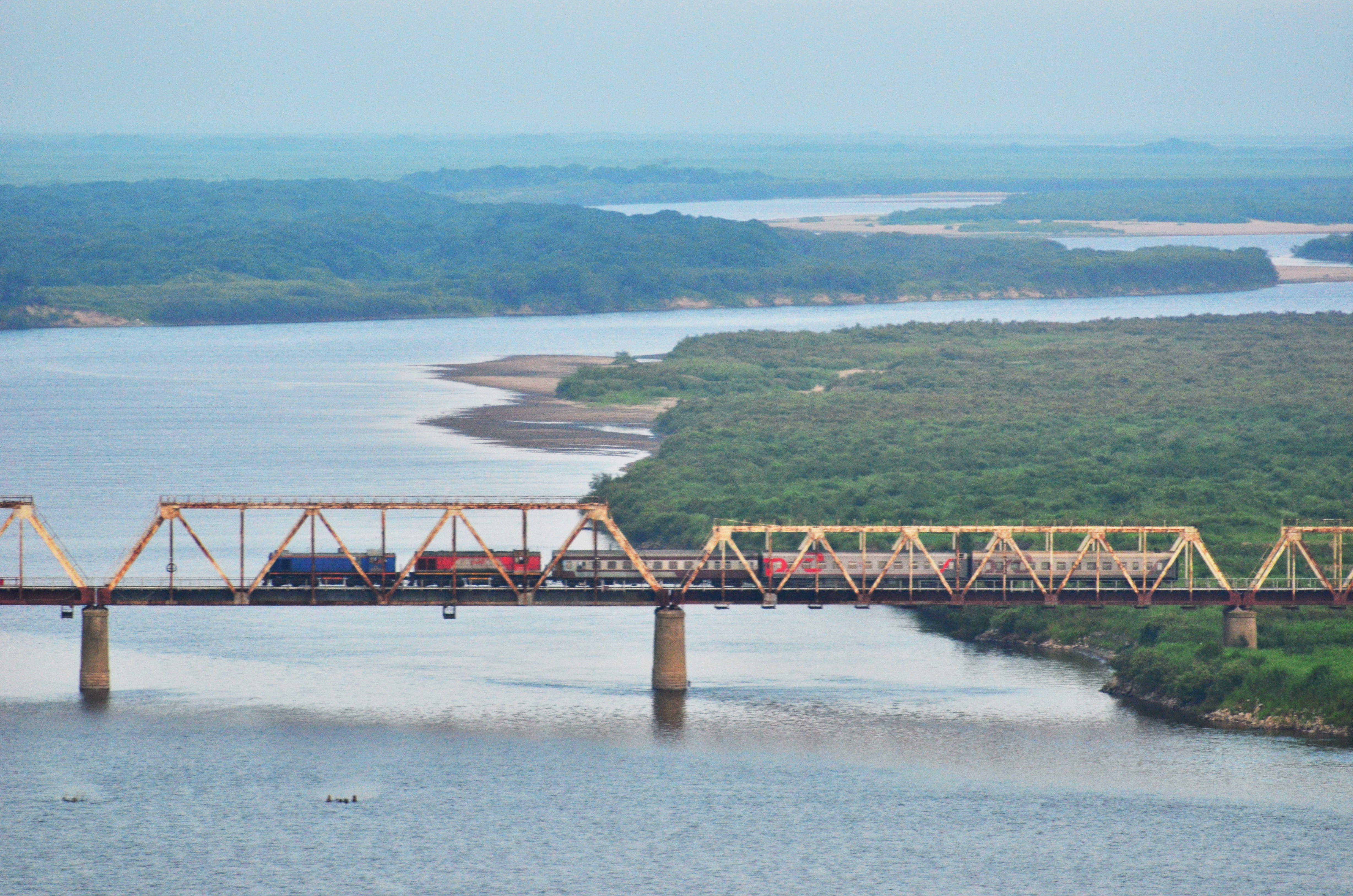
从防川望向图们江朝俄国境友谊桥

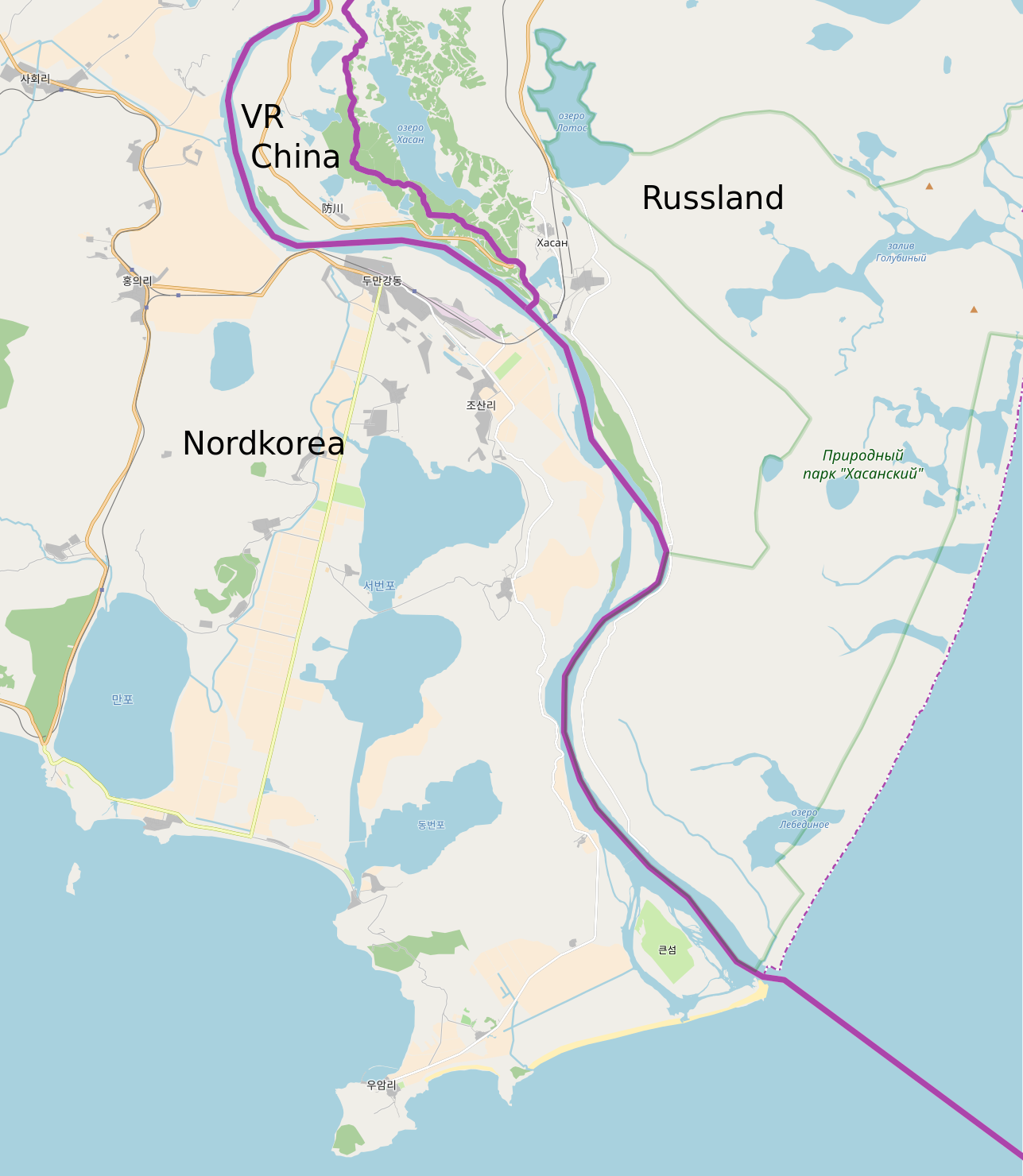
中朝俄边境简图，防川位于地图上方

防川村，又名「防川島」、「防川风景名胜区」，位于吉林省延边朝鲜族自治州珲春市敬信镇，毗邻图们江的日本海入海口，是中国、俄罗斯、朝鲜三国交界的地方，2002年5月17日，防川被中国正式确立为中国国家重点风景名胜区，其规划面积为139平方公里，有着44.68公里长的边境线。防川风景名胜区所在地多为山区，周围群山环绕。防川在隋唐时期曾是“通往日本的海上丝绸之路”，但随着中俄《尼布楚条约》、《瑷珲条约》以及《北京条约》的签订，中国逐渐丧失了远东日本海的沿海地区，防川被截断了通往日本海的道路，成了内陆城市。1938年，防川曾经爆发日本和苏联的冲突——张鼓峰事件。

## 概况
防川地处吉林省延边朝鲜族自治州珲春市敬信镇，距珲春市市区65公里，是中国境內唯一因與俄罗斯、朝鲜接壤而構成的三国交界處，靠近图们江日本海入海口，东部与俄罗斯的小镇哈桑毗邻，西南则与羅先特別市隔江相望，而图们江下游则是连通朝鲜及俄罗斯的俄朝铁路大桥，因铁路桥过低，仅允许渔船出入，事实上货船无法从此进入日本海。
防川也是中国离日本海最近的地方，离日本海最近距离小于3公里，距图们江口约15公里，距离俄罗斯的波谢特港仅16公里，距符拉迪沃斯托克120公里。
防川风景名胜区亦有数十个旅游景点，包含一眼望三国、“土”字牌、沙丘公园、莲花湖、张鼓峰战役遗址、防川民俗村、吴大澂雕像、圈河口岸、九曲莲塘、龙山湖等。

## 历史
防川接近图们江入海口，其地理位置决定了其是东亚贸易的枢纽，在隋唐时期，曾是通往日本的“海上丝绸之路”，唐朝的经济、文化通过此地传往日本，故日本的文化受唐朝影响颇深。
珲春来自女真语，意思是指“边地”，而防川则是“边地”之边。就地理距离而言，这里是中国到俄罗斯、朝鲜的东海岸、日本的西海岸以及北美、北欧的最近点。从防川沿图们江出海到俄罗斯的波谢特港仅16公里，距海参崴180公里，到日本的新泻港也只有800公里。正是处在这样一个特殊的地理位置。
据史料记载，隋唐时期，防川是举世闻名的“日本道海上丝绸之路”。唐代的经济文化、民俗宗教由此传到日本，促进了两国经济文化交流和人民的友谊。17世纪后期，沙俄越过乌拉尔山，侵略黑龙江流域，结果被清军打败。此后，两国经过谈判，正式签订了第一个边界条约《尼布楚条约》。18世纪中期，沙俄在英、法联军发动第二次鸦片战争的同时，也趁火打劫，再次出兵，强占了黑龙江流域的大片土地，并强迫清政府签订了的《中俄瑷珲条约》，随后又胁迫清政府签订了《中俄北京条约》。这两个条约掠夺了黑龙江以北、外兴安岭以南、乌苏里江以东包括库页岛在内的100多万平方公里的土地，而且截断了中国的领海，使吉林成了一个离海最近却没有海域的省份。
瞭望塔下立有一块“土字牌”。它是中国与俄罗斯两国的国界界标之一，也是中俄边境线的东方起点。公元1886年，清政府派都察院左副御史吴大澄与俄国谈判，立下这块“土字牌”。“土字牌”高1.44米，宽0.5米，厚0.22米，质地为花岗岩。在对着中国的这一侧正中竖刻着“土字牌”三个大字，左边刻有“光绪十二年四月立”几个字。俄罗斯一侧刻有俄文的字样。
1957年，因图们江洪水泛滥，防川与中国内地的陆路交通完全断绝，成为中国的一块“飞地”，中方人员不得不经苏联进出防川。直到1990年，中方修建洋馆坪大堤，并于1992年在大堤上修建了一条长888米、宽8米的国防公路，防川才重新与中国内地连接起来。

## 地理

### 地理位置
防川地处吉林省延边朝鲜族自治州珲春市敬信镇，距珲春市市区65公里，是距离日本海最近的中国地区，东部与俄罗斯的小镇哈桑区毗邻，西南则与羅先特別市隔江相望。
该村总面积14平方公里，海拔高度仅5米。

### 气候
气候属于温带海洋性气候，夏天相对凉爽。
| 敬信镇             | 敬信镇       | 敬信镇      | 敬信镇      | 敬信镇      | 敬信镇      | 敬信镇      | 敬信镇      | 敬信镇      | 敬信镇      | 敬信镇      | 敬信镇      | 敬信镇      | 敬信镇      |
| 月份               | 1月          | 2月         | 3月         | 4月         | 5月         | 6月         | 7月         | 8月         | 9月         | 10月        | 11月        | 12月        | 全年        |
| ------------------ | ------------ | ----------- | ----------- | ----------- | ----------- | ----------- | ----------- | ----------- | ----------- | ----------- | ----------- | ----------- | ----------- |
| 平均高温 °C（°F）  | −4.9 (23.2)  | −2.1 (28.2) | 3.3 (37.9)  | 11.7 (53.1) | 17.1 (62.8) | 21.1 (70.0) | 24.6 (76.3) | 26.1 (79.0) | 21.9 (71.4) | 15.5 (59.9) | 5.5 (41.9)  | −1.9 (28.6) | 11.5 (52.7) |
| 日均气温 °C（°F）  | −10.2 (13.6) | −7.9 (17.8) | −2.4 (27.7) | 5.5 (41.9)  | 10.9 (51.6) | 16.3 (61.3) | 20.4 (68.7) | 21.9 (71.4) | 16.6 (61.9) | 9.6 (49.3)  | 0.4 (32.7)  | −7 (19)     | 6.2 (43.2)  |
| 平均低温 °C（°F）  | −15.5 (4.1)  | −13.7 (7.3) | −8.1 (17.4) | −0.7 (30.7) | 4.7 (40.5)  | 11.5 (52.7) | 16.3 (61.3) | 17.7 (63.9) | 11.3 (52.3) | 3.7 (38.7)  | −4.7 (23.5) | −12 (10)    | 0.9 (33.6)  |
| 平均降水量 mm（）  | 5 (0.2)      | 7 (0.3)     | 17 (0.7)    | 27 (1.1)    | 70 (2.8)    | 88 (3.5)    | 102 (4.0)   | 160 (6.3)   | 103 (4.1)   | 52 (2.0)    | 22 (0.9)    | 7 (0.3)     | 660 (26.2)  |
| 来源：Climate-Data |              |             |             |             |             |             |             |             |             |             |             |             |             |

## 人口
截止2018年，防川村现有原住村民43户，总人口大约100人，村内所有居民都是朝鲜族。

## 主要景点
- 莲花湖公园
- 洋馆坪大堤
- 沙丘公园
- 东方第一哨和望海阁
- 防川朝鲜族民俗村
- 一眼望三国
- “土”字牌
- 吴大澄雕像
- 张鼓峰